# Roberto Boninsegna
Roberto Boninsegna (* 13. listopad 1943 Mantova, Italské království) je bývalý italský fotbalový útočník. Byl vynikající střelec z penalt. V nejvyšší lize nastřílel 19 penalt v řadě, což je nejdelší série, jaká kdy byla zaznamenána.
Fotbalově vyrůstal v mládežnické akademii Interu. Jenže podle trenéra Herrera byl považován za příliš nevyzrálého. První zápasy za dospělé odehrál v druholigovém Pratu v roce 1963. V následující sezoně hrál v Potenze. Do Varese odešel v roce 1965 aby si mohl zahrát v nejvyšší lize. Po sezoně jej za 80 milionů lir koupilo Cagliari, kde spojil ůtočnou sílu s Rivou. V sezoně 1968/69 pomohl klubu obsadit 2. místo v lize. Během tří let strávených v klubu se také setkal s bouřlivým chováním. Když byl při jednom utkání v roce 1967 vyloučen, urážel rozhodčího i jeho asistenty tak, že ho to stálo rekordní diskvalifikaci na 11 kol, poté byla snížena na 9 kol. I tak za klub odehrál celkem 103 utkání a vstřelil 29 branek.
V roce 1969 přestoupil za 600 milionů lir + fotbalisté Domenghini, Gori a Poli do Interu. U Nerazzurri prožil nejlepší období v kariéře. Celkem odehrál za sedm sezon 287 utkání a vstřelil 173 branek. Získal s nimi titul v sezoně 1970/71 a zahrál si i finále poháru PMEZ 1971/72, když prohrál s Ajaxem (0:2). Byl dva krát za sebou nejlepším střelcem ligy (1970/71 a 1971/72).
V roce 1976 byl vyměněn za Anastasiho do Juventusu. Za Bianconeri odehrál tři sezony a získal s nimi dva tituly (1976/77,1977/78), jedno vítězství v italském poháru (1978/79) a také pohár UEFA (1976/77). Poté odešel do druholigové Verony, kde odehrál sezonu a poté odešel do čtyř ligového klubu Viadanese, kde v roce 1981 ukončil kariéru.
V nejvyšší lize odehrál během 14 sezon 366 utkání, při kterých vstřelil 163 branek. Klub Cagliari jej zařadilo do své síně slávy.

## Hráčská statistika
| Sezóna  | Klub      | Liga    | Liga   | Liga | Ligové poháry | Ligové poháry | Ligové poháry | Kontinentální poháry | Kontinentální poháry | Kontinentální poháry | Celkem | Celkem |
| Sezóna  | Klub      | Soutěž  | Zápasy | Góly | Soutěž        | Zápasy        | Góly          | Soutěž               | Zápasy               | Góly                 | Zápasy | Góly   |
| ------- | --------- | ------- | ------ | ---- | ------------- | ------------- | ------------- | -------------------- | -------------------- | -------------------- | ------ | ------ |
| 1963/64 | Prato     | Serie B | 22     | 1    | IP            | 0             | 0             | -                    | 0                    | 0                    | 22     | 1      |
| 1964/65 | Potenza   | Serie B | 32     | 9    | IP            | 0             | 0             |                      | 1+0                  | 0                    | 32     | 9      |
| 1965/66 | Varese    | Serie A | 28     | 5    | IP            | 3             | 2             | -                    | 0                    | 0                    | 31     | 7      |
| 1966/67 | Cagliari  | Serie A | 34     | 9    | IP            | 0             | 0             | Stř.P                | 2                    | 0                    | 36     | 9      |
| 1967/68 | Cagliari  | Serie A | 19     | 5    | IP            | 1             | 0             | Stř.P                | 4                    | 3                    | 24     | 8      |
| 1968/69 | Cagliari  | Serie A | 30     | 9    | IP            | 11            | 3             | Stř.P                | 2                    | 0                    | 43     | 12     |
| 1969/70 | Inter     | Serie A | 30     | 13   | IP            | 6             | 3             | Vel.P                | 10                   | 9                    | 46     | 25     |
| 1970/71 | Inter     | Serie A | 28     | 24   | IP            | 3             | 2             | Vel.P                | 1                    | 0                    | 32     | 26     |
| 1971/72 | Inter     | Serie A | 28     | 22   | IP            | 10            | 8             | PMEZ                 | 8                    | 3                    | 46     | 33     |
| 1972/73 | Inter     | Serie A | 27     | 12   | IP            | 10            | 6             | UEFA                 | 4                    | 6                    | 41     | 24     |
| 1973/74 | Inter     | Serie A | 29     | 23   | IP            | 10            | 9             | UEFA                 | 2                    | 1                    | 41     | 33     |
| 1974/75 | Inter     | Serie A | 29     | 9    | IP            | 10            | 6             | UEFA                 | 4                    | 3                    | 43     | 18     |
| 1975/76 | Inter     | Serie A | 26     | 10   | IP            | 6             | 2             | UEFA                 | 0                    | 0                    | 32     | 12     |
| 1976/77 | Juventus  | Serie A | 29     | 10   | IP            | 8             | 5             | UEFA                 | 11                   | 5                    | 48     | 20     |
| 1977/78 | Juventus  | Serie A | 21     | 10   | IP            | 8             | 1             | PMEZ                 | 8                    | 2                    | 37     | 13     |
| 1978/79 | Juventus  | Serie A | 8      | 2    | IP            | 1             | 0             | PMEZ                 | 0                    | 0                    | 9      | 2      |
| 1979/80 | Verona    | Serie B | 14     | 3    | IP            | 4             | 1             | -                    | 0                    | 0                    | 18     | 4      |
| 1980/81 | Viadanese | Serie D | 23     | 8    | -             | 0             | 0             | -                    | 0                    | 0                    | 23     | 8      |
| Celkem  | Celkem    | Celkem  | 466    | 197  | -             | 91            | 48            | -                    | 56                   | 32                   | 613    | 277    |

## Reprezentační kariéra
Za reprezentaci odehrál první utkání 18. listopadu 1967 proti Švýcarsku (2:2). Zúčastnil se stříbrného turnaje na MS 1970, kde odehrál všechna utkání a vstřelil dvě branky. Poslední zápas odehrál 29. prosince 1974 proti Bulharsku (0:0). Celkem odehrál 22 utkání a vstřel 9 branek.

### Statistika na velkých turnajích
| Reprezentace | Rok     | Zápasy             | Zápasy | Zápasy   | Zápasy           | Zápasy           | Zápasy       |
| Reprezentace | Rok     | Fáze turnaje       | Datum  | Soupeř   | Odehraných minut | Vstřelené branky | Výsledek     |
| ------------ | ------- | ------------------ | ------ | -------- | ---------------- | ---------------- | ------------ |
| Itálie       | MS 1970 | 1 zápas ve skupině | 3. 6.  | Švédsko  | 90               | 0                | 1:0          |
| Itálie       | MS 1970 | 2 zápas ve skupině | 6. 6.  | Uruguay  | 90               | 0                | 0:0          |
| Itálie       | MS 1970 | 3 zápas ve skupině | 11. 6. | Izrael   | 90               | 0                | 0:0          |
| Itálie       | MS 1970 | Čtvrtfinále        | 14. 6. | Mexiko   | 90               | 0                | 4:1          |
| Itálie       | MS 1970 | Semifinále         | 17. 6. | NSR      | 120              | 1                | 4:3 v prodl. |
| Itálie       | MS 1970 | Finále             | 21. 6. | Brazílie | 84               | 1                | 1:4          |
| Itálie       | MS 1974 | 3 zápas ve skupině | 23. 6. | Polsko   | 45               | 0                | 1:2          |

## Hráčské úspěchy

### Klubové
- 3× vítěz italské ligy (1970/71, 1976/77,1977/78)
- 1× vítěz italského poháru (1978/79)
- 1× vítěz poháru UEFA (1976/77)

### Reprezentační
- 2× na MS (1970 - stříbro, 1974)

### Individuální
- 2x nejlepší střelec italské ligy (1970/71, 1971/72)
- 1x nejlepší střelec italského poháru (1971/72)
- 1x nejlepší střelec United Soccer Association (1967)[15]